# Harmonized finale
「harmonized finale」（ハーモナイズド・フィナーレ）は、UNISON SQUARE GARDENの楽曲。同グループ9枚目のシングルとして2014年2月5日にトイズファクトリーから発売された。

## 概要
前作「桜のあと (all quartets lead to the?)」より約3ヶ月ぶりのシングル。
表題曲はアニメ映画『劇場版 TIGER & BUNNY -The Rising-』主題歌。テレビアニメ『TIGER & BUNNY』、『劇場版 TIGER & BUNNY -The Beginning-』に続いて主題歌を担当した。
初回限定盤はDVD付きで、表題曲のMVの他、『劇場版 TIGER & BUNNY -The Rising-』の予告編映像が収録されている。
表題曲「harmonized finale」で、UNISON SQUARE GARDENは「ミュージックステーション」に初登場した。
15周年記念B面集アルバム『Bee-Side Sea-Side』では、「ピストルギャラクシー」と「三月物語」は原曲のまま、「I wanna believe、夜を行く」は再ミックスのうえ収録された。

## 収録曲
| 全作詞・作曲: 田淵智也、全編曲: UNISON SQUARE GARDEN - 編曲（アディショナルアレンジ）：小林康太（#4）。 | |          |            |      |
| # | タイトル                                                                                           | 作詞     | 作曲・編曲 | 時間 |
| 1. | 「harmonized finale」(松竹／ティ・ジョイ配給アニメ映画『劇場版 TIGER & BUNNY -The Rising-』主題歌) | 田淵智也 | 田淵智也   | 5:16 |
| 2. | 「ピストルギャラクシー」                                                                           | 田淵智也 | 田淵智也   | 4:01 |
| 3. | 「三月物語」                                                                                       | 田淵智也 | 田淵智也   | 4:01 |
| 4. | 「I wanna believe、夜を行く」                                                                      | 田淵智也 | 田淵智也   | 4:31 |
| 合計時間:                                                                                               | 合計時間:                                                                                          | 17:49    |            |      |